# ربع (هندسة تحليلية)

الأرباع الأربعة للنظام الاحداثي الديكارتي

الربع (بالإنجليزية: Quadrant)‏ في الهندسة التحليلية هو مصطلح يشير إلى جزء من أربعة أجزاء للمستوى في النظام الاحداثي الديكارتي ثنائي الأبعاد. مِحْوَرا النظام الديكارتي ثنائي الأبعاد يقسمان المستوى إلى أربع مناطق لانهائية، تدعى الأرباع؛ يحد كل منها نصف محور. غالبا ما ترقم بدء من الأعلى يمينا، حيث تكون إشارة المحورين X و Y هي: (+،+) في الربع الأول، ثم على يساره الربع الثاني (-،+)، ثم في الأسفل يسارا الربع الثالث (-،-)، و أخيرا في الأسفل يمينا يوجد الربع الرابع (+،-).